# Streifenfotografie
Die Streifenfotografie ist ein Verfahren, um ein Bild aus nacheinander aufgenommenen Bildstreifen zusammenzusetzen. 

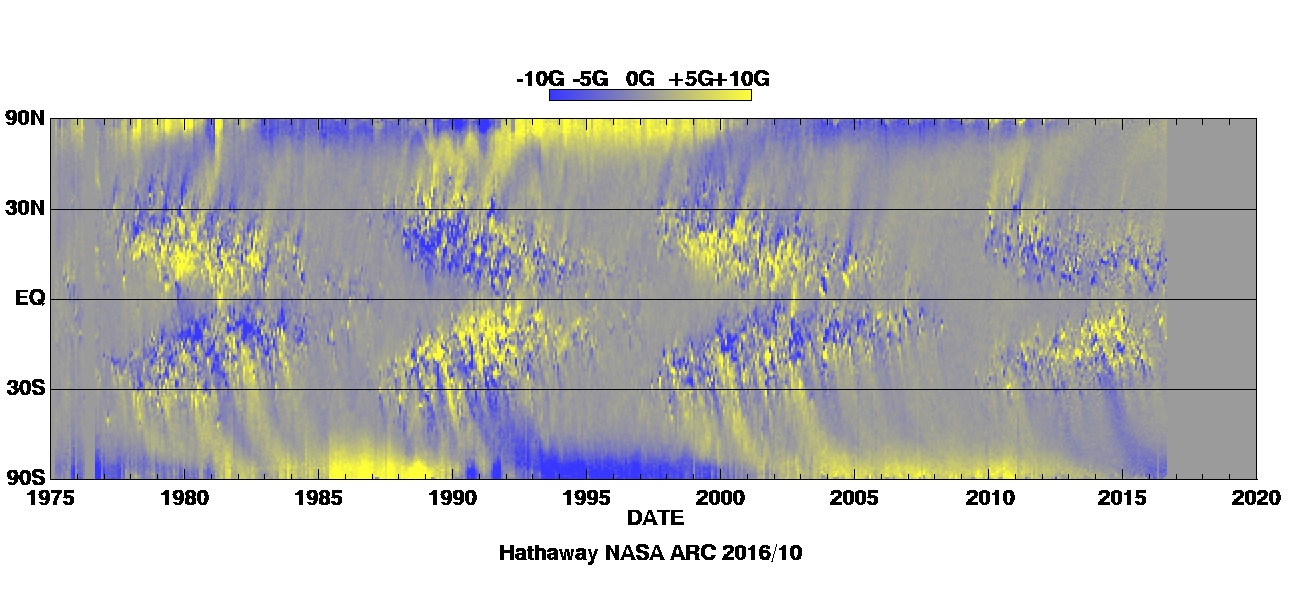
Zeitliche Variation des Magnetfelds auf der Sonne

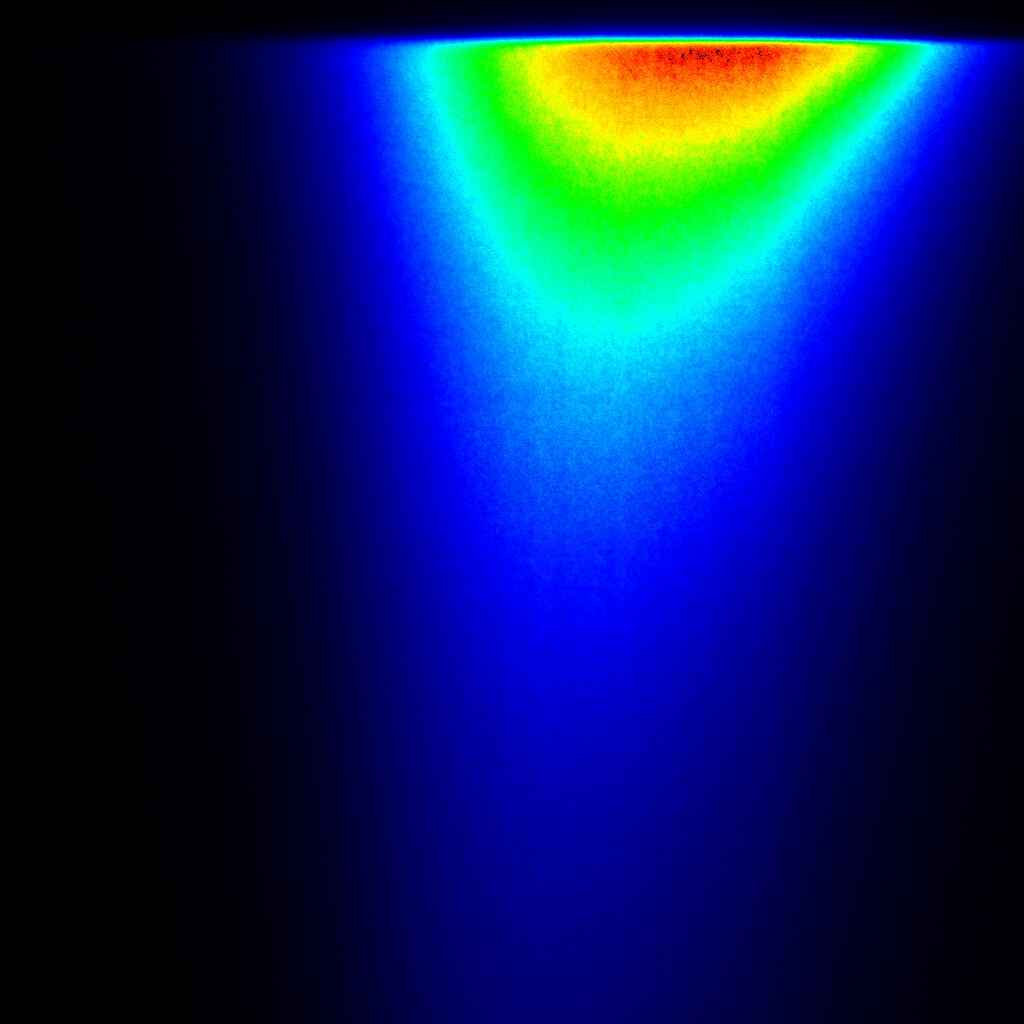
Lumineszenzaufnahme einer Streak-Kamera

Eine Blende filtert einen schmalen Bildstreifen senkrecht zur Bewegungsrichtung. Wird die Geschwindigkeit, mit der der Film hinter dem Objektiv entlanggezogen wird, an die Geschwindigkeit des Beobachtungsobjekts angepasst, werden schnell bewegte Objekte scharf abgebildet (synchroballistische Fotografie).
Bei modernen Streak-Kameras bewegt ein Spiegel den Bildspalt über einen Sensor. Bei langer Belichtung periodischer Vorgängen lassen sich die Streifen zu vielen Einzelbildern als Filmsequenz anordnen.

## Beispiele
Die Beobachtung der Sonne über mehrere Rotationen hinweg liefert Werte über das mittlere Magnetfeld in Abhängigkeit vom Breitengrad. Zusammengesetzt ergeben die Streifen der Einzelbeobachtung Auskunft über die Variation des Magnetfelds mit der Breite und der Zeit.
Das zweite Bild zeigt das Nachleuchten eines angestrahlten Halbleiters in Falschfarben. Die Zeitachse verläuft senkrecht, die Belichtungsstreifen werden von oben nach unten platziert. In dieser technischen Aufnahme wird nicht die räumliche Ausdehnung des Halbleiters erfasst, sondern sein Lumineszenz-Spektrum. Der kurzwellige Anteil liegt rechts. Die Farbwerte stehen für Intensitäten. Bei schwarz wird kein Signal erfasst, bei blau ein kleines, bei rot ein intensives Signal. Das helle Aufleuchten klingt umso schneller ab, je größer die Wellenlänge ist.